# Клеппер, Адольф Францевич
Адольф Францевич Клеппер (1893 — 23 октября 1918) — рабочий, профессиональный революционер латышского происхождения, член РСДРП (1913).

## Биография
Родился в 1893 году. С 1913 года состоял в РСДРП. 
Занимался пропагандой в Рижской губернии. В 1914 году был арестован, в апреле следующего года сослан в Нарымский край.
В декабре 1916 года призван в армию, для прохождения службы отправлен в Новониколаевск в 17-й Сибирский строевой запасной полк рядовым. Участвовал в агитационной работе среди военнослужаших и создании «Военно-социалистического союза» — подпольной организации нарымских эсеров и социал-демократов, в сферу интересов которой входили гарнизоны сибирских городов: Новониколевска, Барнаула, Томска и т. д.
После Февральского переворота — гласный Новониколаевского городского народного собрания от гарнизонных солдат. Член военного отдела горкома РСДРП(б) и руководитель латышской секции этой партии.
Состоял в редакции газеты «Дело революции». В начале 1918 года занимал пост председателя в объединении профсоюзов Новониколаевска.
26 мая 1918 года в период Чехословацкого восстания был арестован. Расстрелян 23 октября 1918 года.